# STS-65
STS-65は、1994年7月に、スペースシャトルコロンビア号によって行われた有人宇宙飛行であり、日本人の向井千秋宇宙飛行士が搭乗した。

## 任務の概要
スペースラブを搭載し、第2次国際微小重力実験室（IML-2）として多数の科学実験を行った。
日本は水棲生物実験装置を搭載し、金魚、メダカ、イモリを使う実験を実施した。メダカの実験は宇宙での交尾、産卵活動を観察。このメダカの実験では43個の卵が確認され、8匹がふ化し、文字どおり「宇宙メダカ」が誕生した。

## 乗組員
- ロバート・カバナ（英語版） (3) - 船長
- ジェームズ・ハルセル (1) - パイロット
- リチャード・ヒーブ（英語版） (3) - ミッションスペシャリスト、ペイロードコマンダー
- カール・ウォルツ (2) - ミッションスペシャリスト
- リロイ・チャオ（英語版） (1) - ミッションスペシャリスト
- ドナルド・トーマス（英語版） (1) - ペイロードスペシャリスト
- 向井千秋 (1) - ペイロードスペシャリスト（NASDA）